# The Village Green Preservation Society
The Village Green Preservation Society är ett konceptalbum av The Kinks utgivet i november 1968 på Pye Records. Albumet ger en nostalgisk tillbakablick på det som en gång var i England. Till tonen är albumet mycket lugnt och sansat. Det inspelade materialet sträckte sig tillbaka till 1966. Samtidigt som man spelade in det här albumet spelades även singeln "Days" in. Detta blev det sista albumet som Pete Quaife, gruppens originalbasist, medverkade på.
Skivan blev ett kommersiellt nederlag när den lanserades, både i hemlandet Storbritannien och USA och tog sig inte in på någon försäljningslista. Musiken kontrasterade starkt med det då psykedeliska musiklandskapet. Skivan har senare blivit mer uppmärksammad och av kritiker setts som ett av The Kinks bästa album. Det placerades bland annat på #255 på tidskriften Rolling Stones lista The 500 Greatest Albums of All Time.

## Låtlista
Alla låtar skrivna av Ray Davies.
Sida ett
1. "The Village Green Preservation Society" - 2:45
2. "Do You Remember Walter?" - 2:23
3. "Picture Book" - 2:34
4. "Johnny Thunder" - 2:28
5. "Last of the Steam-Powered Trains" - 4:03
6. "Big Sky" - 2:49
7. "Sitting by the Riverside" - 2:21

Sida två
1. "Animal Farm" - 2:57
2. "Village Green" - 2:08
3. "Starstruck" - 2:18
4. "Phenomenal Cat" - 2:34
5. "All of My Friends Were There" - 2:23
6. "Wicked Annabella" - 2:40
7. "Monica" - 2:13
8. "People Take Pictures of Each Other" - 2:10